# Feodor Streit

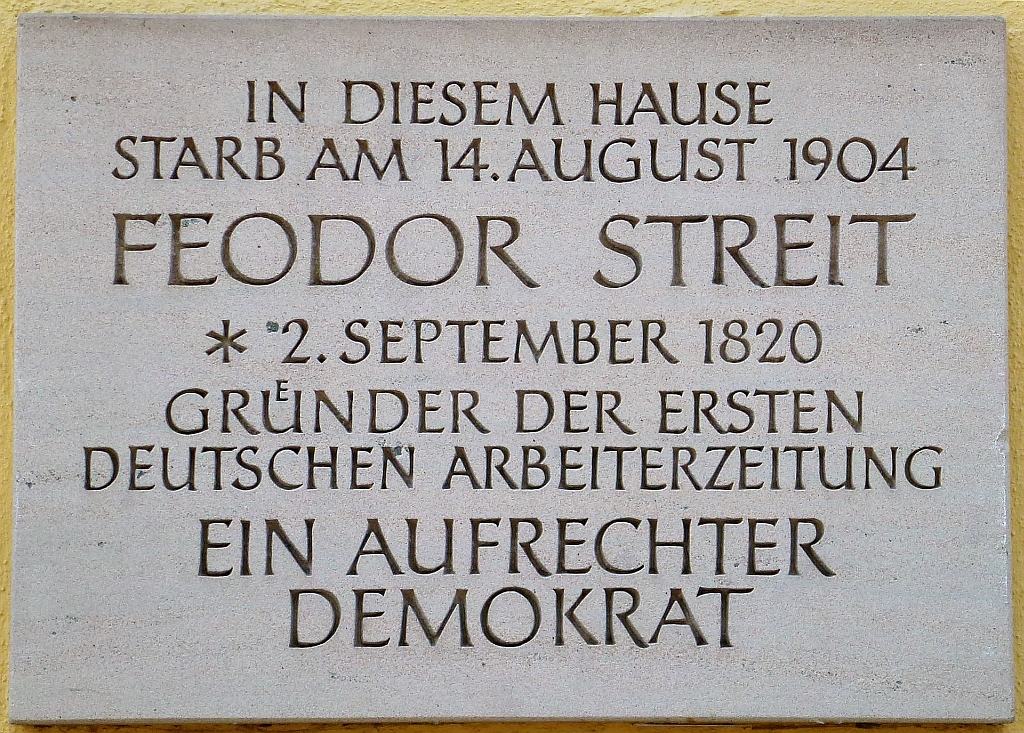
Gedenktafel Feodor Streit – Coburg, Haus Theaterplatz 4a

Feodor Streit (* 2. September 1820 in Hildburghausen; † 14. August 1904 in Coburg) war ein deutscher demokratisch gesinnter Politiker und Publizist. Er war Landtagsabgeordneter von Sachsen-Coburg und Geschäftsführer des deutschen Nationalvereins.

## Leben
Feodor Streit war Sohn des Gustav Wilhelm Streit, der als Offizier in den Befreiungskriegen gedient hatte und der Mutter Esther, die eine Tochter des Superintendenten Wilhelm Müller war. Er schloss 1841 das Gymnasium Casimirianum in Coburg ab. Danach studierte er Rechts- und Staatswissenschaften in Jena und Heidelberg. Während seines Studiums wurde er Mitglied der Burschenschaft auf dem Fürstenkeller, dann 1841 der Burgkeller-Burschenschaft und führte im Januar/Februar 1843 die Vereinigung der beiden Parteien mit herbei. Später wandte er sich von der Burschenschaft ab. In Jena gehörte er einer christlichen Vereinigung an, die in engem Kontakt zu gleichgelagerten Vereinen in Halle (Hallenser Wingolf), Bonn (Bonner Wingolf), Erlangen (CStV Uttenruthia Erlangen) und Heidelberg (Heidelberger Wingolf) stand. In Heidelberg trat er dem Heidelberger Wingolf bei. Dort machte er die Bekanntschaft von hochadeligen Mitstudenten, kam aber auch in Kontakt mit den badischen Linksliberalen. Er machte 1846 seine mündliche juristische Prüfung, die schriftlichen Prüfungen zogen sich hin und seine Dissertation wurde schließlich von der Revolution von 1848 aufgehalten.
Feodor Streit wurde 1848 in den Justizdienst von Sachsen-Coburg eingestellt, ließ sich aber auf Grund der Revolution sofort beurlauben. Er reiste nach Baden, Frankfurt am Main und in die Schweiz, um mit Gleichgesinnten über das weitere politische Handeln zu beraten. In Coburg gründete er einen demokratischen Bürgerverein. Er war im April 1848 Wahlmann für Sonnefeld, um einen Abgeordneten für Coburg für die Frankfurter Nationalversammlung zu wählen. Er trat dabei offen für die Republik und vergeblich für den Verleger Joseph Meyer als Abgeordneten ein. Im Oktober verließ er den Staatsdienst und arbeitete als Rechtsanwalt. Er wurde auch Redakteur des im Mai gegründeten Coburger Tageblatts. Feodor Streit vertrat einen demokratisch-republikanischen und großdeutschen Kurs. Anfang 1849 gründete er die Neue Deutsche Dorfzeitung als Zeitung der Demokraten für Sachsen-Coburg, Thüringen und Franken. Seine kritischen Berichte führten zu einer Reihe von Prozessen, so dass er zwischen 1848 und 1852 insgesamt vierzig Monate in Haft war. Im Jahr 1851 mussten die Neue Deutsche Dorfzeitung und das Coburger Tageblatt eingestellt werden.
Im selben Jahr heiratete Feodor Streit seine langjährige Verlobte Friederike Luise Saalmüller. Aus der Ehe gingen eine Tochter und ein früh verstorbener Sohn hervor. Zwischen 1857 und 1867 gehörte er dem Coburger Landtag an. Er trat für das Wohl der ärmeren Bevölkerung, für Pressefreiheit, aber auch für das Stimmrecht der Frau auf Gemeindeebene ein. Insbesondere engagierte er sich für die deutsche Einheit. Ein erster Schritt sah er in der vollständigen Vereinigung von Sachsen-Coburg und Sachsen-Gotha. Mit diesem letztgenannten Ziel stimmte auch Herzog Ernst II. überein. Sein Verhältnis zum Herzog war immer gut, so dass dieser ihn in seine Bemühungen um die deutsche Einheit einband.
Der neu gegründete Deutsche Nationalverein hatte seinen Sitz in Coburg. Feodor Streit wurde in den leitenden Ausschuss gewählt und wurde Geschäftsführer des Vereins. Als solcher war er einer der maßgeblichen Organisatoren des Nationalvereins. Brieflich und durch seine Artikel hielt er die Nationalbewegung zusammen. Er repräsentierte den radikalen Flügel des Vereins. Nach seiner Rückkehr aus dem Exil siedelte sich Gustav Struve daher in Coburg an und unterstützte die Richtung Streits. In Streits Verlag erschienen auch verschiedene Schriften Struves.
Feodor Streit war 1860 maßgeblich an der Organisation der ersten Generalversammlung des Vereins in Coburg beteiligt. Er wurde auch Herausgeber und Redakteur der Wochenschrift des Nationalvereins. Nach dem ersten deutschen Turnfest ebenfalls 1860 in Coburg gründete Feodor Streit die Turn- und Volkswehrzeitung. Diese wurde nach der Gründung des Deutschen Schützenbundes zur Deutschen Schützen- und Wehrzeitung. Im Jahr 1862 war er auch beteiligt an der Gründung des Arbeiterbildungsvereins in Coburg und gab eine Arbeiterzeitung heraus. Ein Jahr später folgte die Allgemeine Deutsche Arbeiterzeitung. Zwischen 1864 und 1867 folgte noch einmal das Coburger Tageblatt.
Wegen finanzieller Streitigkeiten gab Feodor Streit 1865 die Herausgabe der Wochenschrift des Nationalvereins auf und trat auch aus dem Verein selbst aus. Sein Verlag und seine Druckerei gerieten in finanziellen Schwierigkeiten. Wegen Veruntreuung und Verschuldung wurde er zu zwei Jahren Gefängnis verurteilt und kam 1871 wieder frei. Inzwischen war die deutsche Vereinigung durch Otto von Bismarck auf monarchischer und kleindeutscher Basis erfolgt. Über sein weiteres Leben gibt es wenig konkrete Hinweise. Möglicherweise war Streit sozialdemokratischer Agitator. Folgt man den Bearbeitern der Marx-Engels-Gesamtausgabe war er Ende der 1860er Jahre nationalliberal eingestellt. Er starb schließlich weitgehend vergessen.
Am Haus Theaterplatz 4a in Coburg erinnert eine Gedenktafel an ihn.